# Linnéplatsen

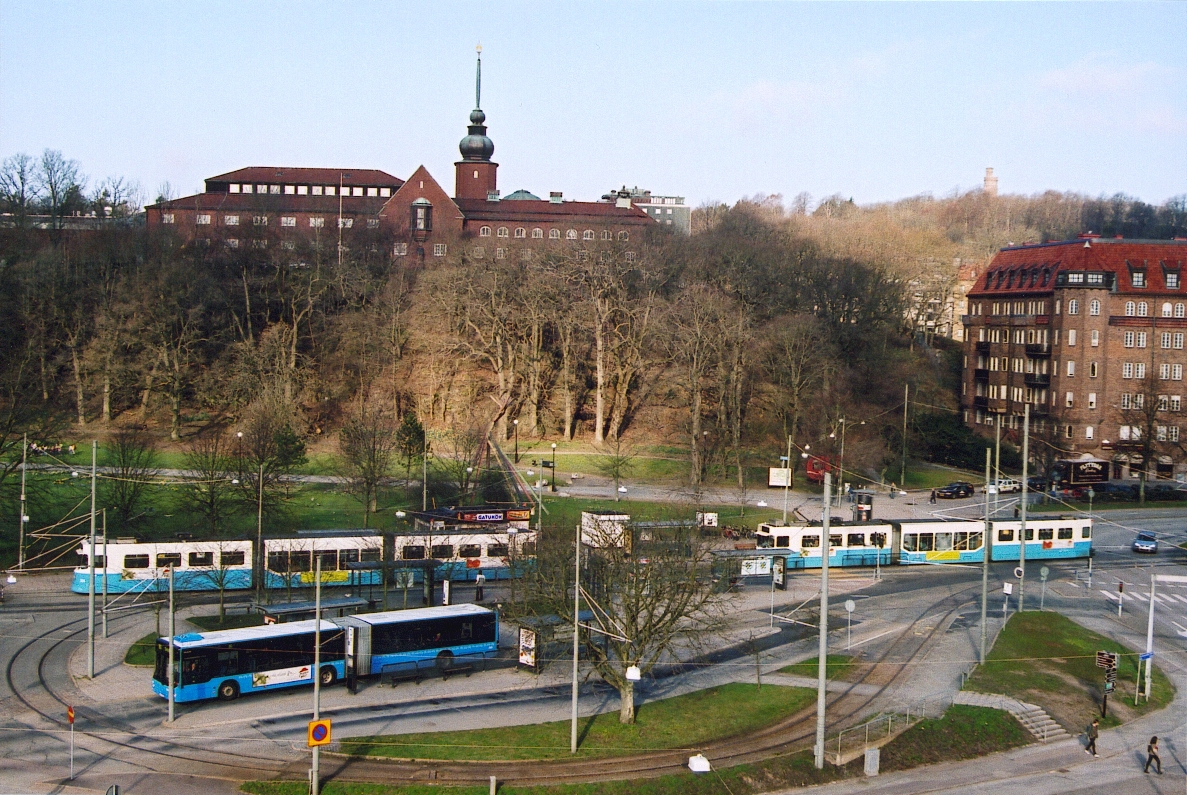
Södra delen av Linnéplatsen sedd från Psykologiska Institutionen vid Göteborgs universitet. På höjden Naturhistoriska museet.

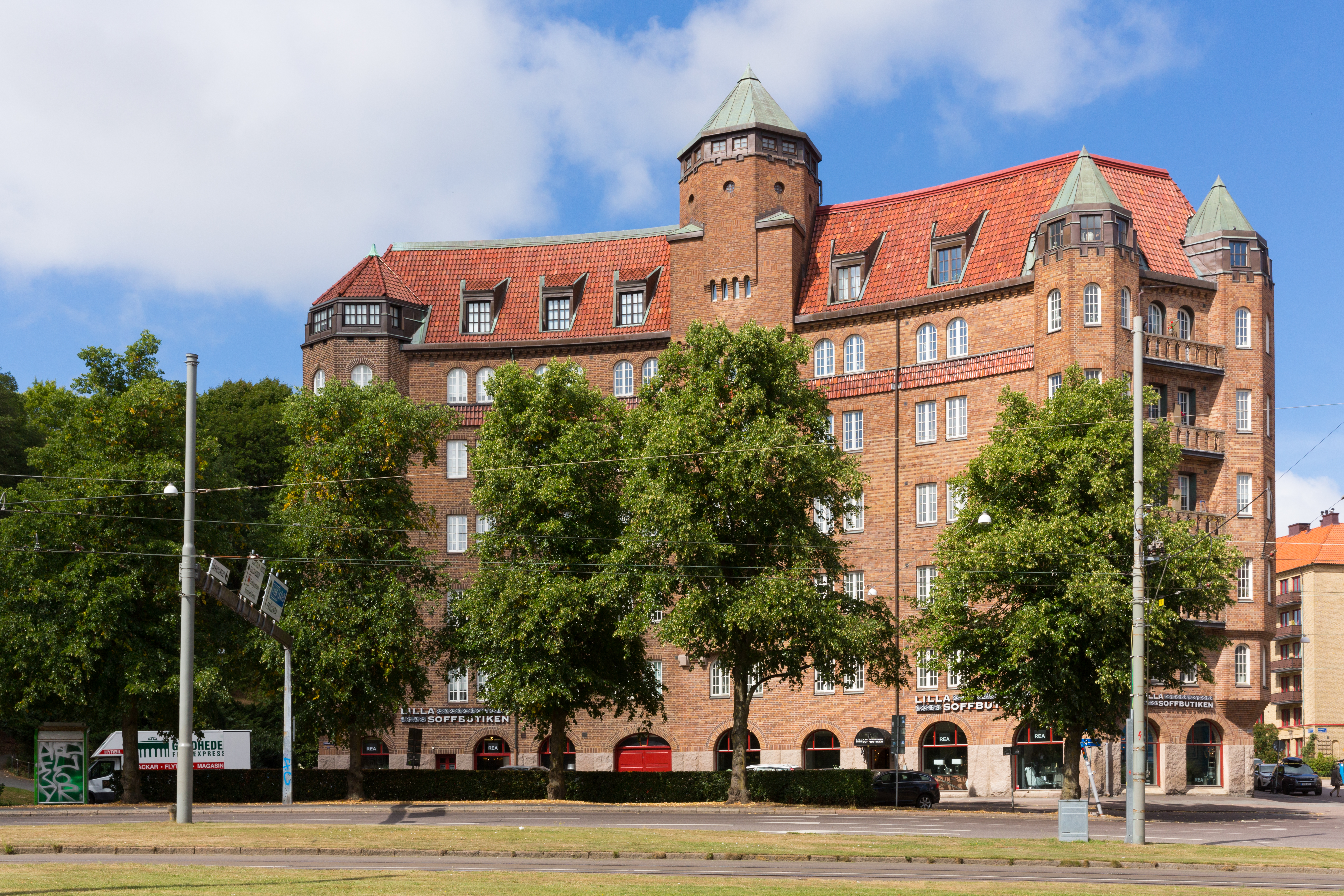
Linnéplatsen 1-2.

Linnéplatsen är platsen vid Linnégatans södra ände i stadsdelarna Kommendantsängen, Olivedal och Slottsskogen i Göteborg. De tre stadsdelarna möts ungefär där spårvagnsspåret skär igenom körfälten i platsens södra del.

## Historik
Bakgrunden till platsens uppkomst var den överenskommelse om ägarbyte av tomtmark som gjordes 1881 mellan Göteborgs stadsfullmäktige och grosshandlaren A.W. Melin, ägaren till herrgården Olivedal. Melin avstod "till rätning och utvidning af vägen till Slottsskogsparken 25 qvadratstänger, och till ordnande af den cirkelformiga platsen vid ingången af parken ungefär 30 qvadratstänger [cirka 265 kvadratmeter], hvaremot staden till Olivedal afstode 108 qvadratstänger,..."
Platsen anlades omkring år 1890 för att förbinda Göteborg med Slottsskogen och fick sitt namn 1894. Här låg tidigare det så kallade Slottsskogsledet. Platsen är cirka 65 meter i nord/sydlig riktning, och cirka 125 meter i öst/västlig riktning då den sträcker sig ända fram till Dag Hammarskjöldsleden. Enligt 1877 års stadsplan mätte den cirkelrunda platsen 85 meter.
Linnéplatsen nås via Rosengatan, Övre Husargatan, Konstepidemins väg och Dag Hammarskjöldsleden.
Ingången från Linnéplatsen till Slottsskogen hade fram till i början av oktober 1928 grindar, vilket gjorde platsen till en populär mötespunkt. Man sade "Vi träffas vid Slottsskogsgrindarna!"
På berget som kallas Olivedalshöjden eller Ekebacken vid Linnéplatsens sydvästra del, ligger Göteborgs Naturhistoriska museum sedan 1923.

## Linnéplatsen spårvagnshållplats
Hästspårvägen nådde Linnéplatsen redan 1879, och 1902 konverterades spårvägen till eldrift. Under perioden 1903-1965 var området söder om platsen slutstation för Säröbanan och en betydande stationsbyggnad togs i drift den 29 maj 1903 vid Karlsroplatsen, drygt 200 meter sydost om Linnéplatsen. Efter att nordöstra delen av fågeldammarna och Slottsskogen fått ge vika för Dag Hammarskjöldsleden, byggdes 1960 en ny mindre station för Säröbanans rälsbussar som låg närmare Linnéplatsen.  Idag trafikeras platsen av spårvagnslinjerna 1, 2 och 6 och ett flertal busslinjer. På och kring Linnéplatsen finns restauranger, butiker ett par korvkiosker och närbutiker, men platsen domineras av flervånings bostadshus.
Spårvägsslingan vid Linnéplatsen togs i bruk första gången den 8 juni 1956. I samband med det delades dåvarande linje 1 upp i två linjer: Linnéplatsen—Centralstationen—Vidkärr och linje 2 Linnéplatsen—Lilla Bommen—Brämaregården.
Spårvägens gamla, svampliknande biljettkiosk vid Linnéplatsen togs bort 1929 och ersattes av en annonspelare. Biljettförsäljningen hade upphört den 22 april 1929, då den nya stora kiosken vid Lilla Bommen togs i bruk. Den hade varit i drift sedan den 25 augusti 1917, men under en tid endast fungerat som telefonkiosk.

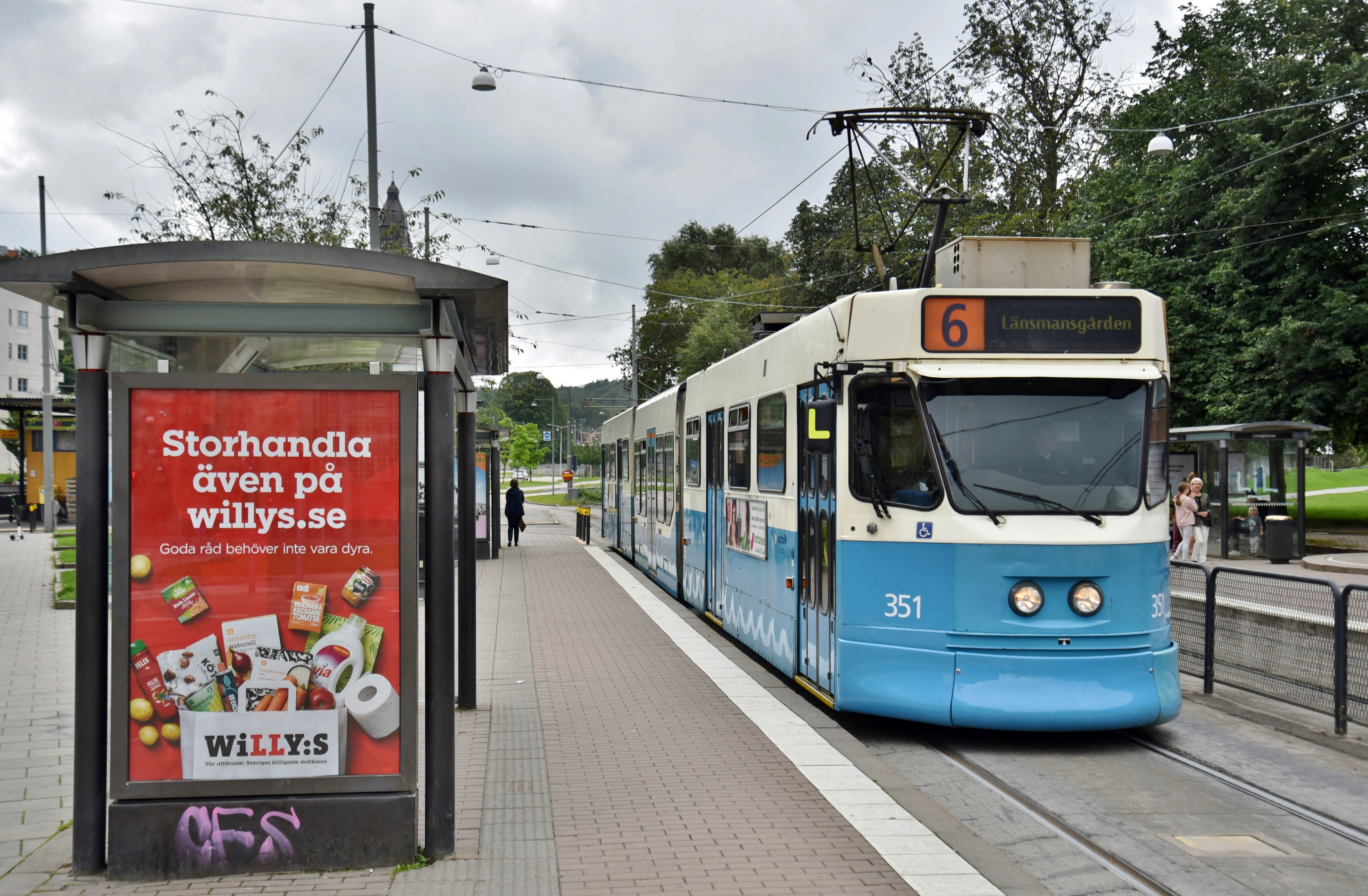
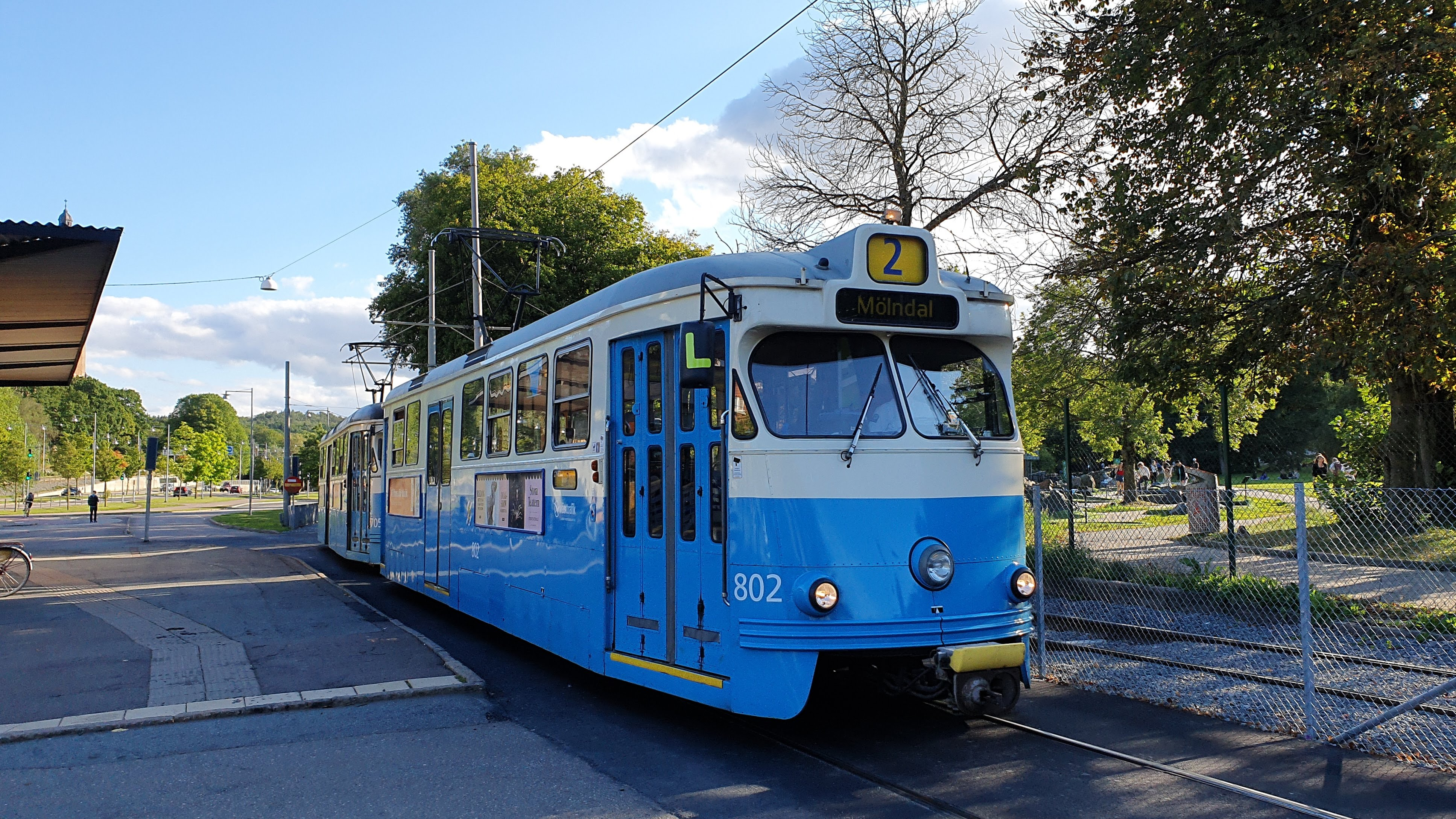

## Rivningen av "Linnéplatspalatset"
"Linnéplatspalatset" var namnet i folkmun på ett femvånings bostadshus i sten vid nuvarande Linnéplatsen 7-8 i 10:e kvarteret Slottsskogsledet i stadsdelen Kommendantsängen. Det uppfördes 1904 och dömdes ut på grund av sättningsskador. Ägaren ansökte på våren 1981 om rivningslov, och under spektakulära former sprängdes huset den 24 mars 1983. Fördelat på 2 144 hål i väggarna, användes 275 kilo dynamit för sprängningen. Kakelugnarna hade då sålts till USA, och snart därefter påbörjades byggandet av nya bostäder på tomten.

## Kvarteret Malmgården
Vid platsens västra del ligger kvarteret Malmgården. De två ungefär lika stora byggnaderna, i fem våningar, på tomten uppfördes 1914 och är flerbostadshus med butiker och andra verksamheter i bottenvåningen. De ritades av arkitekt Oscar W Nilsson och har en enhetlig fasad i nationalromantisk stil. Fasaden är av rödbrunt tegel, med branta tegeltäckta takfall och smårutsindelade fönster. Johannes Andersson var byggmästare. Fastighetsbeteckningen är Olivedal 10:5 åt söder och Olivedal 10:4 åt norr. Mindre ombyggnader genomfördes på 1920-talet och på 1980-talet byggdes bland annat takvåningen om, som fick nya takkupor.